# Puchar IBU Juniorów w biathlonie 2021/2022
Puchar IBU juniorów w biathlonie 2021/2022 – szósta edycja tego cyklu zawodów. Pierwsze starty odbyły się 10 grudnia 2021 roku we włoskim Martell-Val Martello, natomiast ostatnie zawody zostaną rozegrane 2 marca 2022 roku w amerykańskim Soldier Hollow, gdzie odbędą się mistrzostwa świata juniorów, również wliczane do klasyfikacji generalnej.

## Wyniki[1]

### Mężczyźni
| 1. Martell-Val Martello, 10–12 grudnia 2021 | 1. Martell-Val Martello, 10–12 grudnia 2021 | 1. Martell-Val Martello, 10–12 grudnia 2021                      | 1. Martell-Val Martello, 10–12 grudnia 2021                         | 1. Martell-Val Martello, 10–12 grudnia 2021                                 |
| Data                                        | Konkurencja                                 | miejsce                                                          | miejsce                                                             | miejsce                                                                     |
| ------------------------------------------- | ------------------------------------------- | ---------------------------------------------------------------- | ------------------------------------------------------------------- | --------------------------------------------------------------------------- |
| 10 grudnia                                  | Bieg indywidualny 15 km                     | Darius Lodl                                                      | Stepan Kinasz                                                       | Elia Zeni                                                                   |
| 12 grudnia                                  | Sztafeta 4 × 7,5 km                         | Polska Konrad Badacz · Hubert Matusik · Jan Guńka · Marcin Zawół | Niemcy Darius Lodl · Moritz Noack · Oscar Barchewitz · Hans Köllner | Ukraina Witalij Mandzin · Dmitrij Hruszczak · Roman Borowik · Stepan Kinasz |

| 2. Martell-Val Martello, 15–18 grudnia 2021 | 2. Martell-Val Martello, 15–18 grudnia 2021 | 2. Martell-Val Martello, 15–18 grudnia 2021 | 2. Martell-Val Martello, 15–18 grudnia 2021 | 2. Martell-Val Martello, 15–18 grudnia 2021 |
| Data                                        | Konkurencja                                 | miejsce                                     | miejsce                                     | miejsce                                     |
| ------------------------------------------- | ------------------------------------------- | ------------------------------------------- | ------------------------------------------- | ------------------------------------------- |
| 15 grudnia                                  | Sprint 10 km                                | Jan Guńka                                   | Silvano Demarmels                           | Roman Borowik                               |
| 18 grudnia                                  | Supersprint 7,5 km                          | Jan Guńka                                   | Aleksandr Kornev                            | Marcin Zawół                                |

| 3. Pokljuka, 13–16 stycznia 2022 | 3. Pokljuka, 13–16 stycznia 2022 | 3. Pokljuka, 13–16 stycznia 2022 | 3. Pokljuka, 13–16 stycznia 2022 | 3. Pokljuka, 13–16 stycznia 2022 |
| Data                             | Konkurencja                      | miejsce                          | miejsce                          | miejsce                          |
| -------------------------------- | -------------------------------- | -------------------------------- | -------------------------------- | -------------------------------- |
| 13 stycznia                      | Sprint 10 km                     | Jonáš Mareček                    | Aleksandr Kornev                 | Michele Molinari                 |
| 15 stycznia                      | Sprint 10 km                     | Aleksandr Kornev                 | Jonáš Mareček                    | Darius Lodl                      |

| Mistrzostwa Europy juniorów, Pokljuka, 19–23 stycznia 2022 | Mistrzostwa Europy juniorów, Pokljuka, 19–23 stycznia 2022 | Mistrzostwa Europy juniorów, Pokljuka, 19–23 stycznia 2022 | Mistrzostwa Europy juniorów, Pokljuka, 19–23 stycznia 2022 | Mistrzostwa Europy juniorów, Pokljuka, 19–23 stycznia 2022 |
| Data                                                       | Konkurencja                                                | miejsce                                                    | miejsce                                                    | miejsce                                                    |
| ---------------------------------------------------------- | ---------------------------------------------------------- | ---------------------------------------------------------- | ---------------------------------------------------------- | ---------------------------------------------------------- |
| 19 stycznia                                                | Bieg indywidualny 15 km                                    | Blagoy Todev                                               | Nicolo Betemps                                             | Gaetan Paturel                                             |
| 22 stycznia                                                | Sprint 10 km                                               | Jonas Marecek                                              | Otto Invenius                                              | Iacopo Leonesio                                            |
| 23 stycznia                                                | Bieg pościgowy 12,5 km                                     | Paul Fontaine                                              | Otto Invenius                                              | Jan Guńka                                                  |

| Mistrzostwa świata juniorów, Soldier Hollow, 23 lutego–2 marca 2022 | Mistrzostwa świata juniorów, Soldier Hollow, 23 lutego–2 marca 2022 | Mistrzostwa świata juniorów, Soldier Hollow, 23 lutego–2 marca 2022         | Mistrzostwa świata juniorów, Soldier Hollow, 23 lutego–2 marca 2022    | Mistrzostwa świata juniorów, Soldier Hollow, 23 lutego–2 marca 2022 |
| Data                                                                | Konkurencja                                                         | miejsce                                                                     | miejsce                                                                | miejsce                                                             |
| ------------------------------------------------------------------- | ------------------------------------------------------------------- | --------------------------------------------------------------------------- | ---------------------------------------------------------------------- | ------------------------------------------------------------------- |
| 24 lutego                                                           | Bieg indywidualny 15 km                                             | Jonáš Mareček                                                               | Vetle Paulsen                                                          | Martin Uldal                                                        |
| 26 lutego                                                           | Sprint 10 km                                                        | Martin Nevland                                                              | Otto Invenius                                                          | Martin Uldal                                                        |
| 27 lutego                                                           | Bieg pościgowy 12,5 km                                              | Martin Nevland                                                              | Blagoy Todev                                                           | Martin Uldal                                                        |
| 2 marca                                                             | Sztafeta 4 × 7,5 km                                                 | Francja Oscar Lombardot · Rémi Broutier · Paul Fontaine · Jacques Jefferies | Włochy Iacopo Leonesio · David Zingerle · Michele Molinari · Elia Zeni | Norwegia Mats Øverby · Martin Uldal · Jørgen Sæter · Martin Nevland |

### Kobiety
| 1. Martell-Val Martello, 10–12 grudnia 2021 | 1. Martell-Val Martello, 10–12 grudnia 2021 | 1. Martell-Val Martello, 10–12 grudnia 2021                             | 1. Martell-Val Martello, 10–12 grudnia 2021                               | 1. Martell-Val Martello, 10–12 grudnia 2021                    |
| Data                                        | Konkurencja                                 | miejsce                                                                 | miejsce                                                                   | miejsce                                                        |
| ------------------------------------------- | ------------------------------------------- | ----------------------------------------------------------------------- | ------------------------------------------------------------------------- | -------------------------------------------------------------- |
| 10 grudnia                                  | Bieg indywidualny 12,5 km                   | Sara Scattolo                                                           | Luise Müller                                                              | Selina Marie Kastl                                             |
| 12 grudnia                                  | Sztafeta 4 × 6 km                           | Niemcy Johanna Puff · Selina Marie Kastl · Luise Müller · Mareike Braun | Włochy Fabiana Carpella · Ilaria Scattolo · Gaia Brunetto · Sara Scattolo | Austria Anna Andexer · Lisa Osl · Lea Rothschopf · Lara Wagner |

| 2. Martell-Val Martello, 15–18 grudnia 2021 | 2. Martell-Val Martello, 15–18 grudnia 2021 | 2. Martell-Val Martello, 15–18 grudnia 2021 | 2. Martell-Val Martello, 15–18 grudnia 2021 | 2. Martell-Val Martello, 15–18 grudnia 2021 |
| Data                                        | Konkurencja                                 | miejsce                                     | miejsce                                     | miejsce                                     |
| ------------------------------------------- | ------------------------------------------- | ------------------------------------------- | ------------------------------------------- | ------------------------------------------- |
| 15 grudnia                                  | Sprint 7,5 km                               | Sara Scattolo                               | Lea Rothschopf                              | Mareike Braun                               |
| 18 grudnia                                  | Supersprint 7,5 km                          | Johanna Puff                                | Sara Scattolo                               | Patrycja Stanek                             |

| 3. Pokljuka, 13–16 stycznia 2022 | 3. Pokljuka, 13–16 stycznia 2022 | 3. Pokljuka, 13–16 stycznia 2022 | 3. Pokljuka, 13–16 stycznia 2022 | 3. Pokljuka, 13–16 stycznia 2022 |
| Data                             | Konkurencja                      | miejsce                          | miejsce                          | miejsce                          |
| -------------------------------- | -------------------------------- | -------------------------------- | -------------------------------- | -------------------------------- |
| 13 stycznia                      | Sprint 7,5 km                    | Hanna Michele Hermann            | Selina Grotian                   | Luise Mueller                    |
| 15 stycznia                      | Sprint 7,5 km                    | Tereza Jandova                   | Sara Scattolo                    | Johanna Puff                     |

| Mistrzostwa Europy juniorów, Pokljuka, 19–23 stycznia 2022 | Mistrzostwa Europy juniorów, Pokljuka, 19–23 stycznia 2022 | Mistrzostwa Europy juniorów, Pokljuka, 19–23 stycznia 2022 | Mistrzostwa Europy juniorów, Pokljuka, 19–23 stycznia 2022 | Mistrzostwa Europy juniorów, Pokljuka, 19–23 stycznia 2022 |
| Data                                                       | Konkurencja                                                | miejsce                                                    | miejsce                                                    | miejsce                                                    |
| ---------------------------------------------------------- | ---------------------------------------------------------- | ---------------------------------------------------------- | ---------------------------------------------------------- | ---------------------------------------------------------- |
| 19 stycznia                                                | Bieg indywidualny 12,5 km                                  | Camille Coupe                                              | Jeanne Richard                                             | Anastasiia Grishina                                        |
| 22 stycznia                                                | Sprint 7,5 km                                              | Selina Grotian                                             | Chloe Bened                                                | Noora Kaisa Keranen                                        |
| 23 stycznia                                                | Bieg pościgowy 10 km                                       | Selina Grotian                                             | Jeanne Richard                                             | Lisa Maria Spark                                           |

| Mistrzostwa świata juniorów, Soldier Hollow, 23 lutego–2 marca 2022 | Mistrzostwa świata juniorów, Soldier Hollow, 23 lutego–2 marca 2022 | Mistrzostwa świata juniorów, Soldier Hollow, 23 lutego–2 marca 2022                | Mistrzostwa świata juniorów, Soldier Hollow, 23 lutego–2 marca 2022   | Mistrzostwa świata juniorów, Soldier Hollow, 23 lutego–2 marca 2022        |
| Data                                                                | Konkurencja                                                         | miejsce                                                                            | miejsce                                                               | miejsce                                                                    |
| ------------------------------------------------------------------- | ------------------------------------------------------------------- | ---------------------------------------------------------------------------------- | --------------------------------------------------------------------- | -------------------------------------------------------------------------- |
| 24 lutego                                                           | Bieg indywidualny 12,5 km                                           | Lisa Maria Spark                                                                   | Océane Michelon                                                       | Tereza Voborníková                                                         |
| 26 lutego                                                           | Sprint 7,5 km                                                       | Tereza Voborníková                                                                 | Rebecca Passler                                                       | Lisa Maria Spark                                                           |
| 27 lutego                                                           | Bieg pościgowy 10 km                                                | Tereza Voborníková                                                                 | Hannah Auchentaller                                                   | Frida Dokken                                                               |
| 2 marca                                                             | Sztafeta 4 × 6 km                                                   | Włochy Rebecca Passler · Linda Zingerle · Beatrice Trabucchi · Hannah Auchentaller | Niemcy Johanna Puff · Mareike Braun · Luise Müller · Lisa Maria Spark | Francja Camille Coupé · Noémie Remonnay · Océane Michelon · Jeanne Richard |

### Sztafety mieszane
| 2. Martell-Val Martello, 15–18 grudnia 2021 | 2. Martell-Val Martello, 15–18 grudnia 2021      | 2. Martell-Val Martello, 15–18 grudnia 2021                               | 2. Martell-Val Martello, 15–18 grudnia 2021                          | 2. Martell-Val Martello, 15–18 grudnia 2021                               |
| Data                                        | Konkurencja                                      | miejsce                                                                   | miejsce                                                              | miejsce                                                                   |
| ------------------------------------------- | ------------------------------------------------ | ------------------------------------------------------------------------- | -------------------------------------------------------------------- | ------------------------------------------------------------------------- |
| 17 grudnia                                  | Pojedyncza sztafeta mieszana (4 × 3 km + 1,5 km) | Polska Patrycja Stanek · Marcin Zawół                                     | Rosja Lubow Kalinina · Jewgienij Emerchonow                          | Włochy Martina Trabucchi · Iacopo Leonesio                                |
| 17 grudnia                                  | Sztafeta mieszana (4 × 6 km)                     | Niemcy Mareike Braun · Hanna-Michele Hermann · Darius Lodl · Hans Köllner | Włochy Fabiana Carpella · Sara Scattolo · Nicolò Betemps · Elia Zeni | Czechy Gabriela Masaříková · Tereza Jandová · Jakub Kocián · Ondřej Mánek |

| 3. Pokljuka, 13–16 stycznia 2022 | 3. Pokljuka, 13–16 stycznia 2022                 | 3. Pokljuka, 13–16 stycznia 2022                                          | 3. Pokljuka, 13–16 stycznia 2022                                            | 3. Pokljuka, 13–16 stycznia 2022                                              |
| Data                             | Konkurencja                                      | miejsce                                                                   | miejsce                                                                     | miejsce                                                                       |
| -------------------------------- | ------------------------------------------------ | ------------------------------------------------------------------------- | --------------------------------------------------------------------------- | ----------------------------------------------------------------------------- |
| 16 stycznia                      | Pojedyncza sztafeta mieszana (4 × 3 km + 1,5 km) | Rosja Dionis Roduner · Anastasiia Grishina                                | Włochy Michele Molinari · Sara Scattolo                                     | Niemcy Florian Martin Arsan · Johanna Puff                                    |
| 16 stycznia                      | Sztafeta mieszana (4 × 7,5 km)                   | Włochy Iacopo Leonesio · Nicolo Betemps · Ilaria Scattolo · Gaia Brunetto | Niemcy Benjamin Menz · Moritz Noack · Hanna Michele Hermann · Luise Mueller | Rosja Nikita Blinov · Aleksei Kovalev · Anna Tiniakova · Anastasiia Batmanova |

| Mistrzostwa Europy juniorów, Pokljuka, 19–23 stycznia 2022 | Mistrzostwa Europy juniorów, Pokljuka, 19–23 stycznia 2022 | Mistrzostwa Europy juniorów, Pokljuka, 19–23 stycznia 2022                | Mistrzostwa Europy juniorów, Pokljuka, 19–23 stycznia 2022                  | Mistrzostwa Europy juniorów, Pokljuka, 19–23 stycznia 2022                 |
| Data                                                       | Konkurencja                                                | miejsce                                                                   | miejsce                                                                     | miejsce                                                                    |
| ---------------------------------------------------------- | ---------------------------------------------------------- | ------------------------------------------------------------------------- | --------------------------------------------------------------------------- | -------------------------------------------------------------------------- |
| 20 stycznia                                                | Pojedyncza sztafeta mieszana (4 × 3 km + 1,5 km)           | Niemcy Johanna Puff · Darius Lodl                                         | Rosja Anastasiia Grishina · Evgenii Emerkhonov                              | Francja Fany Bertrand · Paul Fontaine                                      |
| 20 stycznia                                                | Sztafeta mieszana (4 × 6 km)                               | Francja Camille Cuope · Jeanne Richard · Damien Levet · Jacques Jefferies | Niemcy Selina Marie Kastl · Luise Muller · Benjamin Menz · Albert Engelmann | Czechy Gabriela Masarikova · Tereza Jandova · Ondřej Maněk · Jonas Marecek |

## Klasyfikacje[1]

### Mężczyźni
| Miejsce | Zawodnik         | Punkty |
| ------- | ---------------- | ------ |
| 1.      | Aleksandr Kornev | 370    |
| 2.      | Jonáš Mareček    | 330    |
| 3.      | Jan Guńka        | 312    |
| 4.      | Iacopo Leonesio  | 262    |
| 5.      | Otto Invenius    | 258    |
| 6.      | Aleksei Zubarev  | 242    |
| 7.      | Darius Lodl      | 238    |
| 8.      | Nicolò Betemps   | 228    |
| 9.      | Hans Koellner    | 213    |
| 10.     | Ondřej Maněk     | 199    |

| Miejsce | Zawodnik           | Punkty |
| ------- | ------------------ | ------ |
| 11.     | Aleksei Kovalev    | 184    |
| 12.     | Blagoy Todev       | 182    |
| 13.     | Paul Fontaine      | 176    |
| 14.     | Marcin Zawół       | 167    |
| 15.     | Moritz Noack       | 166    |
| 16.     | Tuudor Palm        | 164    |
| 17.     | Michele Molinari   | 158    |
| 18.     | Evgenii Emerkhonov | 157    |
| 19.     | Stepan Kinash      | 148    |
| 20.     | Martin Uldal       | 144    |

| Miejsce | Zawodnik          | Punkty |
| ------- | ----------------- | ------ |
| 1.      | Blagoy Todev      | 85     |
| 2.      | Stepan Kinash     | 85     |
| 3.      | Ondřej Maněk      | 84     |
| 4.      | Aleksei Kovalev   | 76     |
| 5.      | Darius Lodl       | 73     |
| 6.      | Nicolò Betemps    | 72     |
| 7.      | Jan Guńka         | 72     |
| 8.      | Otto Invenius     | 70     |
| 9.      | Renars Birkentals | 66     |
| 10.     | Tuudor Palm       | 61     |

| Miejsce | Zawodnik           | Punkty |
| ------- | ------------------ | ------ |
| 1.      | Aleksandr Kornev   | 216    |
| 2.      | Jonáš Mareček      | 192    |
| 3.      | Iacopo Leonesio    | 148    |
| 4.      | Darius Lodl        | 123    |
| 5.      | Jan Guńka          | 116    |
| 6.      | Michele Molinari   | 116    |
| 7.      | Otto Invenius      | 108    |
| 8.      | Ondřej Maněk       | 107    |
| 9.      | Evgenii Emerkhonov | 105    |
| 10.     | Yanis Keller       | 100    |

| Miejsce | Zawodnik         | Punkty |
| ------- | ---------------- | ------ |
| 1.      | Paul Fontaine    | 88     |
| 2.      | Otto Invenius    | 80     |
| 3.      | Jonáš Mareček    | 78     |
| 4.      | Aleksandr Kornev | 66     |
| 5.      | Jan Guńka        | 64     |
| 6.      | Martin Nevland   | 60     |
| 7.      | Blagoy Todev     | 54     |
| 8.      | Aleksei Zubarev  | 54     |
| 9.      | Martin Uldal     | 48     |
| 10.     | Darius Lodl      | 44     |

| Miejsce | Kraj       | Punkty |
| ------- | ---------- | ------ |
| 1.      | Niemcy     | 4481   |
| 2.      | Włochy     | 4413   |
| 3.      | Czechy     | 4079   |
| 4.      | Polska     | 3838   |
| 5.      | Słowenia   | 3662   |
| 6.      | Estonia    | 3531   |
| 7.      | Austria    | 3454   |
| 8.      | Szwajcaria | 3436   |
| 9.      | Rosja      | 3369   |
| 10.     | Ukraina    | 2801   |

### Kobiety
Stan na: 18 grudnia 2021
| Miejsce | Zawodniczka        | Punkty |
| ------- | ------------------ | ------ |
| 1.      | Sara Scattolo      | 174    |
| 2.      | Mareike Braun      | 131    |
| 3.      | Luise Müller       | 109    |
| 4.      | Amina Iwanowa      | 109    |
| 5.      | Selina Marie Kastl | 106    |
| 6.      | Johanna Puff       | 99     |
| 7.      | Lubow Kalinina     | 97     |
| 8.      | Fabiana Carpella   | 96     |
| 9.      | Patrycja Stanek    | 87     |
| 10.     | Živa Klemenčič     | 81     |

| Miejsce | Zawodniczka           | Punkty |
| ------- | --------------------- | ------ |
| 11.     | Lea Rothschopf        | 76     |
| 12.     | Seraina König         | 67     |
| 13.     | Kristina Pawłuszina   | 65     |
| 14.     | Hanna-Michele Hermann | 64     |
| 15.     | Kaja Zorč             | 62     |
| 16.     | Julija Horodna        | 58     |
| 17.     | Martina Trabucchi     | 57     |
| 18.     | Kira Diużewa          | 56     |
| 19.     | Gaia Brunetto         | 55     |
| 20.     | Lisa Osl              | 48     |

| Miejsce | Zawodniczka        | Punkty |
| ------- | ------------------ | ------ |
| 1.      | Sara Scattolo      | 60     |
| 2.      | Luise Müller       | 54     |
| 3.      | Selina Marie Kastl | 48     |
| 4.      | Mareike Braun      | 43     |
| 5.      | Lubow Kalinina     | 40     |
| 6.      | Lisa Osl           | 38     |
| 7.      | Lea Meier          | 36     |
| 8.      | Johanna Puff       | 34     |
| 9.      | Amina Iwanowa      | 32     |
| 10.     | Ołena Horodna      | 31     |

| Miejsce | Zawodniczka           | Punkty |
| ------- | --------------------- | ------ |
| 1.      | Sara Scattolo         | 60     |
| 2.      | Lea Rothschopf        | 54     |
| 3.      | Mareike Braun         | 48     |
| 4.      | Živa Klemenčič        | 43     |
| 5.      | Hanna-Michele Hermann | 40     |
| 6.      | Fabiana Carpella      | 38     |
| 7.      | Kira Diużewa          | 36     |
| 8.      | Amina Iwanowa         | 34     |
| 9.      | Patrycja Stanek       | 32     |
| 10.     | Chiara Arnet          | 31     |

| Miejsce | Zawodniczka | Punkty |
| ------- | ----------- | ------ |
| 1.      |             |        |
| 2.      |             |        |
| 3.      |             |        |
| 4.      |             |        |
| 5.      |             |        |
| 6.      |             |        |
| 7.      |             |        |
| 8.      |             |        |
| 9.      |             |        |
| 10.     |             |        |

| Miejsce | Kraj       | Punkty |
| ------- | ---------- | ------ |
| 1.      | Niemcy     | 4874   |
| 2.      | Włochy     | 4697   |
| 3.      | Austria    | 3882   |
| 4.      | Szwajcaria | 3581   |
| 5.      | Słowenia   | 3535   |
| 6.      | Czechy     | 3461   |
| 7.      | Polska     | 3384   |
| 8.      | Słowacja   | 3324   |
| 9.      | Rosja      | 3288   |
| 10.     | Bułgaria   | 2984   |

### Drużynowe
| Miejsce | Kraj       | Punkty |
| ------- | ---------- | ------ |
| 1.      | Niemcy     | 518    |
| 2.      | Włochy     | 510    |
| 3.      | Austria    | 367    |
| 4.      | Szwajcaria | 327    |
| 5.      | Czechy     | 324    |
| 6.      | Polska     | 320    |
| 7.      | Rosja      | 319    |
| 8.      | Słowenia   | 311    |
| 9.      | Ukraina    | 305    |
| 10.     | Estonia    | 279    |

| Miejsce | Kraj                 | Punkty |
| ------- | -------------------- | ------ |
| 11.     | Francja              | 216    |
| 12.     | Bułgaria             | 210    |
| 13.     | Słowacja             | 201    |
| 14.     | Rumunia              | 198    |
| 15.     | Stany Zjednoczone    | 190    |
| 16.     | Grecja               | 144    |
| 17.     | Bośnia i Hercegowina | 137    |
| 18.     | Serbia               | 137    |
| 19.     | Finlandia            | 135    |
| 20.     | Korea Południowa     | 110    |